# عفريت

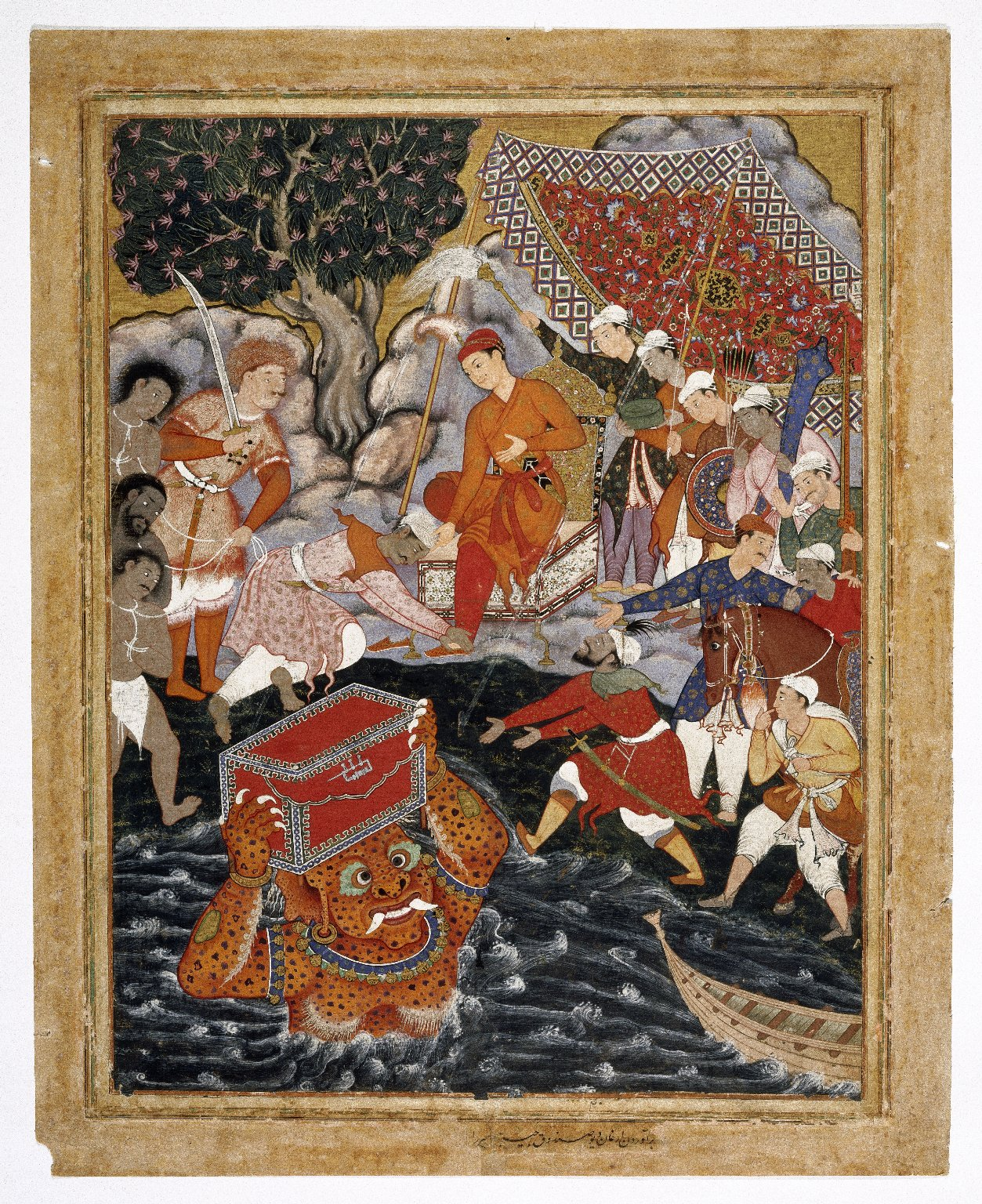
أحضر عفريت اسمه ديو صندوق الدروع إلى حمزة. كانت عيني العفريت المُتوهجة محولة وجلده البرتقالي مُنقط كله، عبر النهر وهو يحمل صندوقًا فوق المياه نيابة عن حمزة، عم الرسول محمد، لأسباب غير مبررة.

العفريت (والجمع عفاريت) هو نوع فائق القوة من الجن موجود في الإسلام. وغالبًا هو مرتبط بالعالم السفلي كما إنَّه مُتَمَاهَى مع أرواح الموتى، وقد شاع في الثقافة الأوروبة بأنَّ له صلة بالأماكن التي تحفل بالشَّر. في القرآن والحديث وحادثة الإسراء والمعراج، فإن المصطلح يتبعه دائمًا تعبير «مِنَ الجن». وفي الفولكلور اللاحق، تطوروا إلى كينونات مستقلة، عُرفت على أنها شياطين قوية أو على أنهم أرواح الموتى الذين يسكنون أحيانًا في أماكن مقفرة مثل الأطلال والمعابد. وإنَّ موطنهم الحقيقي هو العالم السفلي.

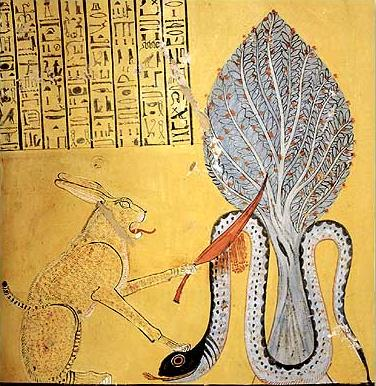
إله الشمس المصري رع يذبح العفريت الأفعى أبوفيس.

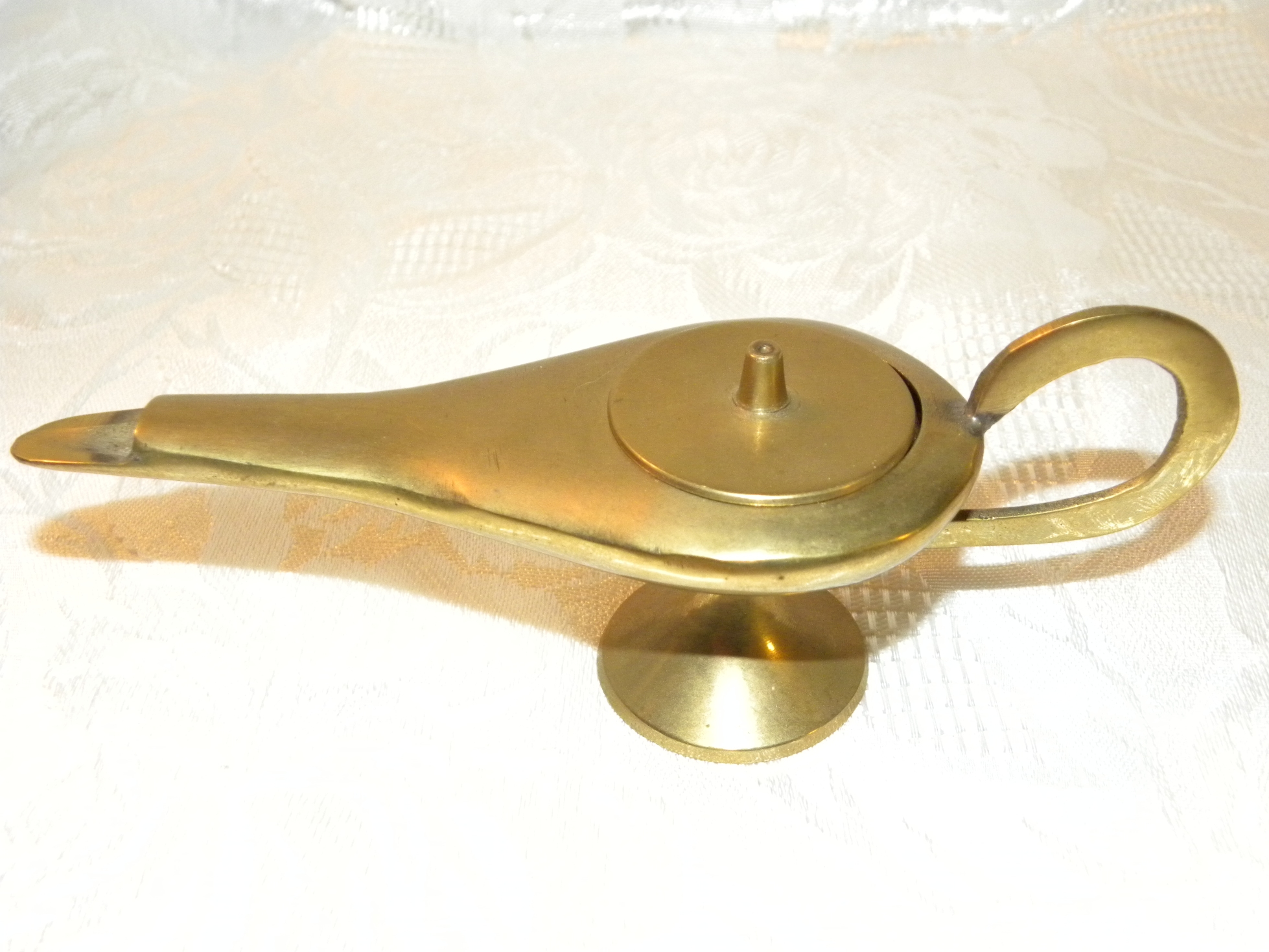
المصباح السحري، الذي كثيراً ما يصور على أنه يحوي الجن في الميثولوجيا العربية.

وتستخدم كلمة عفريت للدلالة على شخصيات
معينة غالبا ما تكون خرافية أو خيالية وأحيانا يمكن أن تذكر كشخصيات حقيقية لها وجودها في عالمنا وموضوع خرافية أو حقيقة وجودهم تتعلق عادة بمعتقدات الشعوب وطريقة تفكيرهم أو عقيدتهم وما ورثوه من أسلافهم.
و قد تم ذكر العفاريت في كثير من القصص والحكايات الشعبية والأساطير المختلفة والتراث المتناقل بين الأجيال كما وتم ذكرهم في كثير من الأديان.
و قد تنوعت شخصيات العفاريت وأشكالها فمنهم من هو طيب وخير ومنهم من هو شرير وخبيث. وبالنسبة لأشكالهم فتارة يتم ذكرهم على أنهم ذوي وجه حسن وتارة بأنهم ذوي وجه قبيح منهم الطويل جدا ومنهم القصير جدا بعضهم يشبه البشر وبعضهم الآخر يشبه أو فيه خصلة من أحد الحيوانات وكثير منهم قادر على تحويل أشكاله وصوته.
و يعود هذا الاختلاف والتنوع في شخصياتهم وأشكالهم إلى طبيعة دورهم الذي يلعبونه في القصة المحكية عنهم وهكذا فعندما يتم ذكرهم على أنهم سيئون غالبا ما يتم تصويرهم على أنهم قبيحون والعكس بالعكس.
والعفريت كان وما زال له مكانة هامة في النتاج الأدبي والفلكلوري للشعوب فهو يظهر في القصص المحكية وفي الأفلام السينمائية وأفلام الكرتون وألعاب الفيديو كما وأن شخصيته تم تجسيدها في الكثير من المسرحيات.

## تأثيل
كلمة عفريت مأخوذة من القرآن، ولكن فقط باعتبارها لقبًا وليس لتعيين نوع معين من الشياطين. المصطلح نفسه غير موجود في الشعر العربي قبل الإسلام، على الرغم من أن المفردات مثل عفريا وعفر ذكرت قبل القرآن. قليديا، يُرجع علماء اللغة العرب اشتقاق الكلمة إلى عفر («إثارة التراب» أو «التدحرج على التراب»). ويُستخدم كذلك لوصف الخصائص المُنكرة والخبيثة والشريرة والماكرة والدهاء. يقترح بعض علماء اللغة الغربيين أصلًا أجنبيًا للكلمة وينسبونها إلى أفريتان من الفارسية الوسطى الذي يتوافق مع اللغة الفارسية الحديثة آفريدن (ليخلق)، لكن الآخرين يعتبرون هذا أمرًا غير محتمل. في الفولكلور، تطور المصطلح إلى تصنيف فئة معينة من الشياطين، على الرغم من أن معظم التقاليد العلمية الإسلامية تعتبر المصطلح صفة. وقد تم تفصيل هذه المعتقدات الشعبية في أعمال مثل أعمال المستطرف للأبشيهي. عرفوا إما على أنهم نوع خطير من الديمون (الشياطين) يفترس النساء، أو كأرواح للموتى.

### العفريت في اللغة العربية
يأتي الاسم عفريت من الجذر الثلاثي (ع - ف - ر) ويجمع على عفاريت أو عفاري ومعنى الكلمة:

الخبيث - الماكر - الداهية - الداهي الخبيث الشرير - الشديد القوي - المتشيطن وأيضا يأتي معنى عرف الديك.

و تستعمل الكلمة في العربية المعاصرة بمعنى المبالغة سواء بالحركة أو بالدهاء والمُكر بالإضافة إلى استعمالها للدلالة على العفريت بمعناه القصصي.

## العفريت في القرآن
ورد ذكر كلمة عفريت في القرآن في سورة النمل في الآية رقم 39:
﴿قَالَ عِفْرِيتٌ مِنَ الْجِنِّ أَنَا آتِيكَ بِهِ قَبْلَ أَنْ تَقُومَ مِنْ مَقَامِكَ وَإِنِّي عَلَيْهِ لَقَوِيٌّ أَمِينٌ ۝٣٩﴾ (القرآن الكريم، سورة النمل، الآية 39)
والعفريت هنا هو أحد عفاريت الجن الذي تطوع لجلب عرش الملكة بلقيس ملكة سبأ للملك ونبي الله سليمان عليه السلام.

## العفريت وأسمائه المختلفة
نظرا لتعدد القصص والحكايات التي تتحدث عن العفاريت في مختلف أنحاء العالم فقد أدى ذلك إلى تنوع أيضا في الكلمات الدالة على العفاريت سواء في القصص العربية أو في قصص الشعوب الأخرى. ويمكن لكل الكلمات التالية أن تكون دالة على كلمة عفريت بمعناها القصصي: عفريت - مارد - جني - الساحر - المخلوق الصغير - القزم - الطّيف - الخيال - الظل - السواد - الشبح - الشيطان

أما بلغات الشعوب الأخرى فنجد:Goblin, Dwarfs, Hiisi, Folletto, Duende, Tengu, Menninkäinen, Kallikantzaroi, Erlking, Billy Blind, Skratta, Ogre, Troll

## العفريت في الأمثال الشعبية
هذه قائمة ببعض الأمثال الشعبية والتعابير التي يتم ذكر العفريت فيها:
- «يلي يخاف من العفريت يطلعله» مثل شعبي
- «على كف عفريت» تعبير شعبي
- «زي العفريت» تعبير شعبي
- «راكبه عفريت» أو «راكبها عفريت» تعبير شعبي
- «له في كل خرابة عفريت» مثل شعبي
- «أول مرة بدر منور تانى مرة رغيف مدور وثالث مرة عفريت مصور» مثل شعبي
- «عيش كبريت من يأكله يسير عفريت» مثل شعبي
- «الزيت والكبريت شردوا العفاريت» مثل شعبي
- «زي عفاريت القيالة ما يتهدوش.» مثل شعبي